# Doctor Who (film)
Doctor Who è un film per la televisione anglo-statunitense del 1996 diretto da Geoffrey Sax.

## Trama
Quando Il Maestro, storico antagonista del Dottore, viene condannato a morte per i suoi crimini dai Dalek, esprime un ultimo e singolare desiderio: che i suoi resti mortali vengano portati sul suo pianeta natale, Gallifrey, proprio dal Dottore, al momento alla sua settima incarnazione.
Durante il viaggio, la scatola con i suoi resti si apre e la coscienza in forma liquida del Maestro fuoriesce, sabotando il TARDIS del suo nemico. Il Dottore è costretto a fare una materializzazione di emergenza nella Chinatown di San Francisco del 30 dicembre 1999.
Mentre esce dal TARDIS, il Dottore viene ferito a colpi d'arma da fuoco da una gang che insegue Chang Lee, un giovane asioamericano. Lee chiama un'ambulanza e accompagna il Dottore privo di sensi in un ospedale, ignaro che la coscienza del Maestro sia salita a bordo dell'ambulanza. In ospedale, dopo che i proiettili sono stati rimossi e aver pensato che i due cuori del Dottore mostrati dalla radiografia sia una doppia esposizione, la cardiologa Grace Holloway viene chiamata per tentare un intervento chirurgico per stabilizzare il suo battito cardiaco insolito. Il Settimo Dottore si risveglia durante l'operazione e tenta di dir loro che non è umano, ma i medici non lo ascoltato e viene addormentato. Confusa e disorientata dalla sua fisiologia aliena, Grace lascia bloccata accidentalmente una sonda cardiaca nel corpo del Dottore, ferendolo e causando il suo apparente decesso. Il corpo del Dottore viene portato all'obitorio, mentre Lee ruba i beni del Dottore, inclusa la chiave del TARDIS. Nel frattempo, il Maestro si impossessa del corpo dell'autista dell'ambulanza, Bruce, trasformandolo in una nuova forma per lui.
Successivamente, il corpo del Dottore riesce a rigenerarsi nella sua ottava incarnazione e il nuovo Dottore, affetto da amnesia dovuta alla sua morte tramautica, indossa dei vestiti carnevaleschi trovati casualmente. Riconosce Grace, che si è dimessa dall'ospedale dopo l'operazione fallita, e la segue fino alla sua macchina, dimostrandole che è lo stesso uomo che lei ha visto morire sul tavolo operatorio estraendo la sonda cardiaca. Grace lo porta a casa sua per riprendersi. Lee torna al TARDIS dove arriva il Maestro e lo mette sotto controllo mentale sostenendo che il Dottore è malvagio e che gli ha rubato il corpo. Il Maestro convince Lee ad aprire l'Occhio dell'Armonia all'interno del TARDIS, che richiede una scansione della retina umana. Quando l'Occhio si apre, il Dottore riacquista la memoria e si rende conto che il Maestro lo sta cercando e cerca di bloccare la scansione. Avverte Grace che mentre l'occhio è aperto, il tessuto della realtà si indebolirà e potenzialmente distruggerà la Terra entro la mezzanotte di Capodanno, se non possono chiuderlo. Tuttavia, ha bisogno di un orologio atomico per farlo, e Grace ne trova uno in mostra al San Francisco Institute of Technological Advancement and Research.
Fuori, trovano l'ambulanza con il Maestro e Lee che li aspettano, offrendo loro un passaggio. Il Dottore non riconosce immediatamente il Maestro, ma scopre la sua vera identità lungo il percorso, e lui e Grace scappano, ma non prima che il Maestro possa sputare una sostanza simile a una melma sul polso di Grace. I due proseguono verso l'Istituto e prendono l'orologio, tornando al TARDIS. Il Dottore installa l'orologio e chiude con successo l'Occhio, ma scopre che il danno alla realtà è troppo grande e che deve tornare indietro nel tempo prima che l'Occhio fosse aperto per impedire la distruzione della Terra. Mentre collega i circuiti TARDIS appropriati per farlo, il Maestro prende il controllo a distanza del corpo di Grace, facendo sì che i suoi occhi diventino disumani, e lei tramortisce il Dottore.
Il Dottore si sveglia e si ritrova incatenato sopra l'occhio dell'Armonia, il Maestro pronto a rubare le sue rimanenti rigenerazioni mentre Chang Lee e Grace guardano. Il Dottore è in grado di convincere Lee che il Maestro gli ha mentito e Lee rifiuta di aprire l'Occhio per il Maestro. Il Maestro lo uccide e poi rilascia il controllo su Grace per riportare i suoi occhi alla normalità. La costringe ad aprire l'Occhio e poi inizia a prendersi la forza vitale del Dottore. Grace, libera dal suo controllo, è in grado di completare i circuiti finali per far far riavvolgere il tempo al TARDIS, prevenendo la distruzione della Terra, e poi va a liberare il Dottore. Il Maestro la uccide, ma questo ha dato al Dottore abbastanza tempo per liberarsi e attaccare il Maestro. Il Dottore prende il sopravvento e nella colluttazione il Maestro cade nell'occhio e ne viene risucchiato. L'Occhio si chiude e il tempo torna indietro di pochi minuti, riportando Grace e Lee in vita.
Senza ulteriori rischi per la Terra, il Dottore si prepara a partire. Lee gli restituisce i suoi averi e il Dottore lo avverte di non essere a San Francisco il prossimo capodanno. Il Dottore offre a Grace l'opportunità di viaggiare con lui, ma lei rifiuta cortesemente e invece lo saluta con un bacio. Il Dottore parte da solo nel suo TARDIS e tenta di finire il libro che stava leggendo nella sua precedente incarnazione, ma con suo fastidio viene ancora una volta interrotto.

## Produzione
Frutto della collaborazione tra la britannica BBC e l'americana Fox, il film televisivo costituisce il primo tentativo di riportare in vita la popolare serie televisiva omonima, la cui trasmissione era stata interrotta nel Regno Unito nel 1989 alla sua ventiseiesima stagione.
L'intenzione dei produttori era quella di usarlo come episodio pilota per la produzione di una nuova serie, che avrebbe costituito un sequel della serie precedente. Il film ha ottenuto ottimi ascolti in Gran Bretagna, ma non ha avuto la stessa fortuna negli Stati Uniti. Ciò ha portato all'abbandono del progetto e il lungometraggio rimane così l'unica apparizione televisiva dell'ottava incarnazione del Dottore, oltre al mini episodio La notte del Dottore, che parla del ruolo dell'Ottavo Dottore durante l'Ultima Grande Guerra del Tempo e di come sia morto rigenerandosi nel Dottore Guerriero. La serie televisiva sarebbe stata riportata in vita solo nove anni dopo, con una nuova serie ad opera di BBC Wales.

## Distribuzione
Il film è andato in onda per la prima volta in Canada, sul canale locale di Edmonton CITV, il 12 maggio 1996, per poi essere trasmesso negli Stati Uniti su Fox (due giorni dopo) e su BBC One nel Regno Unito (quindici giorni dopo).
In Italia fu trasmesso esclusivamente in lingua originale nel 1999 dal canale televisivo a pagamento TVL (dedicato all'apprendimento delle lingue straniere) facente parte dell'offerta Stream TV; è stato distribuito in formato VHS in versione doppiata in italiano.
Il film, in originale Doctor Who, è conosciuto anche con i titoli Doctor Who: The Movie e Doctor Who: Enemy Within.